# Paul-Marie-Céleste d'Andigné de La Blanchaye
Pour les autres membres de la famille, voir Famille d'Andigné.
Paul-Marie-Céleste d'Andigné de la Blanchaye, est un homme politique français né le 5 mai 1763 à Angers (Maine-et-Loire) et décédé le 17 février 1857 à Paris.

## Biographie
Petit-fils de Christophe-Paul de Robien, il épouse Victoire-Marie de Contades,, sœur du marquis de Contades, le 17 novembre 1785, il est le frère ainé de Louis d'Andigné.

### Ancien régime
Il est page de Louis XVI en 1778, puis capitaine de cavalerie en 1785.

### Émigration
Il émigre sous la Révolution, en 1794 il est maréchal-des-logis dans le régiment des uhlans britanniques de Louis de Bouillé,, puis chef d'escadron des hussards de Rohan,dans l'armée des émigrés. Il revient en France en 1799.

### Mandats électoraux
Il fut conseiller d'arrondissement en 1808, maire de Sainte-Gemmes-d'Andigné en 1821, il est député de Maine-et-Loire de 1827 à 1837, siégeant dans l'opposition libérale sous la Restauration et signant l'adresse des 221. Il est pair de France de 1837 à 1848.

## Décoration
- Chevalier de l'ordre royal et militaire de Saint-Louis[1]le 10 décembre 1814[4].

## Sources
- « Paul-Marie-Céleste d'Andigné de La Blanchaye », dans Adolphe Robert et Gaston Cougny, Dictionnaire des parlementaires français, Edgar Bourloton, 1889-1891 [détail de l’édition]